# أكانثيت
يتبلور معدن الأكانثيت بالإنجليزية (Acanthite)، Ag2S، في نظام بلوري أحادي الميل ويعد هو الشكل الثابت لـكبريتيد الفضة تحت درجة حرارة 173 درجة مئوية، ويُعد معدن الأرجنتيت هو الشكل الثابت فوق درجة الحرارة تلك. وبما أن الأرجنتيت يبرد في درجة حرارة أقل من هذه الدرجة، يتموه شكله المكعب إلى النموذج أحادي الميل لمعدن الأكانثيت، بينما يتشكل الأكانثيت في درجة حرارة أقل من 173 درجة مئوية مباشرة. ويعد الأكانثيت هو الشكل الثابت الوحيد في درجة حرارة الجو العادية.

## الوجود
الأكانثيت هو معدن فضة شائع يوجد في العروق]
المائية الحارة وفي مناطق التخصيب علوية النشأة. ويوجد الأكانثيت مترابطًا مع الفضة الخالصة ومعادن الـبيرارجيريت والـالبروستايت والـبوليبازيت والـستيفانيت والـأجيلا رايت والـغالينا
والـكالكوبيريت والـسفاليريت والـكالسيت والـمرو.
وقد تم وصف معدن الأكانثيت عام 1855 حيث وُجد في منطقة ياخيموف (سانت جواكمستال)، جبال كروشني هوري (بالألمانية Erzgebirge)، منطقة كارلوفي فاري، بوهيميا بـجمهورية التشيك. وأخذ اسمه من الكلمة اليونانية "akantha" التي تعني الشوكة أو السهم، في إشارة إلى شكلها الكريستالي.

## معرض الصور

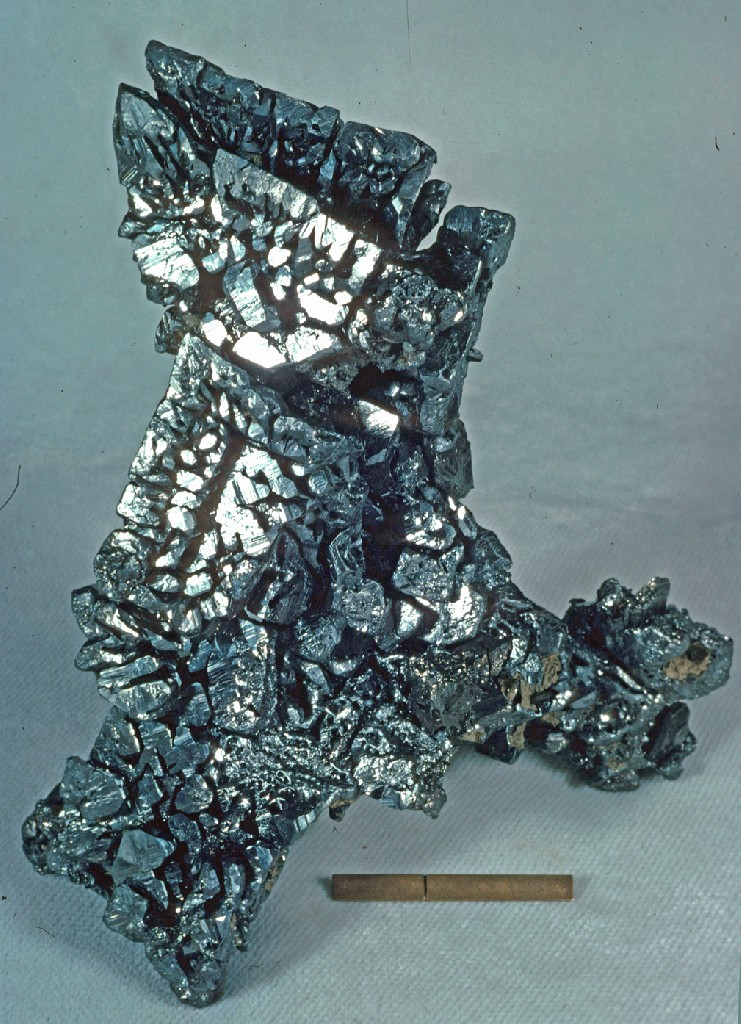
الأكانثيت - الموقع: منجم تشيسباس، مدينة أريزبي بـولاية سونورا، المكسيك. المقياس بوصة واحدة تقدر بواحد سم على المسطرة.
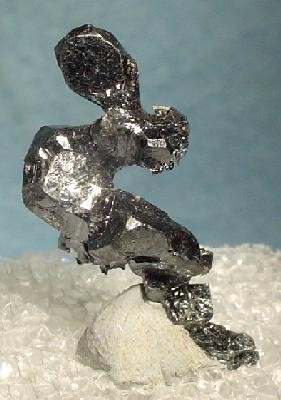
عينة من معدن الأكانثيت القديم من منجم راياس في ولاية غواناخواتو، بالمكسيك. الحجم: 2.4 x 1.1 x 1.1 سم.